# Zawisza Czarny (pociąg pancerny)
Pociąg pancerny „Zawisza Czarny” – pociąg pancerny Wojska Polskiego w II Rzeczypospolitej.
Pociąg pancerny „Zawisza Czarny” zbudowany został w sierpniu 1920 we Lwowie i obsadzony załogą pociągu pancernego „Boruta”–„Boruciątko”.
W pierwszej dekadzie października 1920 jego uzbrojenie artyleryjskie stanowiły 2 armaty austriackie 8 cm. Na uzbrojeniu posiadał też 4 rosyjskie karabiny maszynowe typu „Maxim” i 4 karabiny maszynowe niemieckie typu „Bergman”.

## Żołnierze pociągu
| Obsada personalna pociągu w 1920 | Obsada personalna pociągu w 1920    |
| Stanowisko                       | Stopień, imię i nazwisko            |
| -------------------------------- | ----------------------------------- |
| Dowódca pociągu                  | kpt. Tadeusz Łysakowski             |
| Oficer piechoty                  | ppor. Kazimierz Schleyen (od 22 IX) |
| Lekarz                           | ppor. podlek. Henryk Liebfeld       |
| Oficer załogi                    | por. Aleksander Karczewski          |
| Oficer załogi                    | por. Zygmunt Rama                   |
| Oficer załogi                    | ppor. Józef Konik                   |
| Oficer załogi                    | ppor. Kazimierz Zuber               |